# Italia Viva

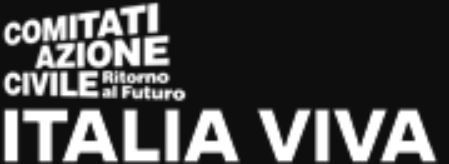
Logo.

Italia Viva (IV) est un parti politique italien fondé en septembre 2019 par Matteo Renzi, à la suite de son départ du Parti démocrate.

## Histoire
Le 16 septembre 2019, Matteo Renzi, ancien président du Conseil des ministres et ancien secrétaire du Parti démocrate, annonce dans un entretien accordé à La Repubblica son départ de ce dernier. Le lendemain, il indique que ce nouveau parti s'appellera « Italia Viva » et précise qu'il soutiendra le deuxième gouvernement Conte. Le 25 septembre suivant, Matteo Renzi officialise sa scission.
Un groupe à la Chambre des députés, composé de 25 membres, est officialisé le 19 septembre. Au moins 15 sénateurs acquis à Matteo Renzi font également défection pour le rejoindre, de même que deux des membres du gouvernement Conte. Ils sont suivis par des transfuges de Forza Italia, du Parti socialiste italien et de la Liste civique populaire,,,.
En février 2020, au Parlement européen, Italia Viva, par l'intermédiaire de son seul député européen Nicola Danti, quitte le groupe des socialistes et démocrates pour rejoindre celui de Renew Europe. Italia Viva rejoint ensuite le Parti démocrate européen en date du 10 décembre 2021.
En janvier 2021, Matteo Renzi retire son parti de la coalition au pouvoir en Italie. Les trois membres du gouvernement issus d'Italia Viva, Teresa Bellanova (agriculture), Elena Bonetti (famille) et Ivan Scalfarotto (secrétaire d’État aux affaires étrangères et à la coopération internationale), démissionnent.